# Pseudaulacaspis camelliae
Pseudaulacaspis camelliae är en insektsart som först beskrevs av Chen 1983.  Pseudaulacaspis camelliae ingår i släktet Pseudaulacaspis och familjen pansarsköldlöss. Inga underarter finns listade i Catalogue of Life.